# Budapest Grand Prix 2013
Budapest Grand Prix 2013 byl tenisový turnaj pořádaný jako součást ženského okruhu WTA Tour, který se hrál na otevřených antukových dvorcích tenisové akademie Romai. Konal se mezi 8. až 14. červencem 2013 ve maďarském hlavním městě Budapešti jako 19. ročník turnaje.
Turnaj s rozpočtem 235 000 dolarů patřil do kategorie WTA International Tournaments. Nejvýše nasazenou hráčkou ve dvouhře se stala třicátá tenistka žebříčku Lucie Šafářová z České republiky.
Organizátoři se rozhodli turnaj v kalendáři sezóny ponechat i po masivních povodních ve Střední Evropě na přelomu května a června 2013, a probíhající rekonstrukci tenisového areálu. Kvalifikace byla zrušena. Čtyři nejvýše postavené kvalifikantky automaticky postoupily do hlavní soutěže. Ve čtyřhře došlo k redukci počtu dvojic ze šestnácti na osm, v čele s českou dvojicí Andrea Hlaváčková a Lucie Hradecká, které turnaj také vyhrály.

## Ženská dvouhra

### Nasazení
| Stát         | Hráčka                       | WTA1) | Nasazení |
| ------------ | ---------------------------- | ----- | -------- |
| Česko        | Lucie Šafářová               | 30.   | 1.       |
| Francie      | Alizé Cornetová              | 31.   | 2.       |
| Rumunsko     | Simona Halepová              | 32.   | 3.       |
| Německo      | Annika Becková               | 54.   | 4.       |
| Švédsko      | Johanna Larssonová           | 63.   | 5.       |
| Jižní Afrika | Chanelle Scheepersová        | 67.   | 6.       |
| Španělsko    | María Teresa Torrová Florová | 75.   | 7.       |
| Gruzie       | Anna Tatišviliová            | 78.   | 8.       |

- 1) Žebříček WTA k 24. červnu 2013.

### Jiné formy účasti
Následující hráčky obdržely divokou kartu do hlavní soutěže:
- Ágnes Buktová
- Réka Luca Janiová
- Vanda Lukácsová

Následující hráčky získaly přímou účast v hlavní soutěži, protože kvalifikace byla zrušena vzhledem k probíhající rekonstrukci areálu po povodních:
- Aleksandra Krunićová
- Tadeja Majeričová
- Šachar Pe'erová
- Valerija Solovjovová

### Odhlášení
před zahájením turnaje
- Jana Čepelová
- Melinda Czinková
- Eleni Daniilidou
- Kaia Kanepiová
- Romina Oprandiová
- Cvetana Pironkovová
- Carla Suárezová Navarrová

## Ženská čtyřhra

### Nasazení
| Stát     | Hráčka            | Stát   | Hráčka          | WTA1) | Nasazení |
| -------- | ----------------- | ------ | --------------- | ----- | -------- |
| Česko    | Andrea Hlaváčková | Česko  | Lucie Hradecká  | 11.   | 1.       |
| Maďarsko | Tímea Babosová    | Polsko | Alicja Rosolská | 113.  | 2.       |

- 1) Žebříček WTA k 24. červnu 2013; číslo je součtem umístění obou členek páru.

### Jiné formy účasti
Následující páry obdržely divokou kartu do hlavní soutěže:
- Lilla Barzová /  Dalma Gálfiová
- Ágnes Buktová /  Réka Luca Janiová

## Přehled finále

### Ženská dvouhra
- Simona Halepová vs.  Yvonne Meusburgerová, 6–3, 6–7(7–9), 6–1

Simona Halepová získala třetí singlový titul během jediného měsíce a zároveň třetí v kariéře.

### Ženská čtyřhra
- Andrea Hlaváčková /  Lucie Hradecká vs.  Nina Bratčikovová /  Anna Tatišviliová, 6–4, 6–1

Hlaváčková s Hradeckou si připsaly premiérový titul v sezóně.